# Allium tetraploideum
Allium tetraploideum — вид квіткових рослин з підродини цибулевих (Allioideae). Ендемік Китаю.